# 2022-2023年猴痘爆发
2022年5月，英國發現多個猴痘病例，證實猴痘疫情持續蔓延。第一例確診發生在5月6日，該人士曾到訪尼日利亞（猴痘流行地區）。從5月18日起，越來越多的國家和地區報告了病例，主要是在欧洲国家，疫情亦出現於北美洲和南美洲、亞洲、非洲和澳大利亞 。截至2023年3月19日，已有113个国家和地区被此次疫情波及、并报告了86,000多例猴痘确诊病例和280例死亡病例，2022年7月23日，世界卫生组织宣布2022年猴痘疫情构成“國際關注的突發公共衛生事件”。2023年5月11日，世界卫生组织宣布猴痘疫情不再构成国际关注的突发公共卫生事件。
這次疫情標誌著該疾病首次在中非和西非以外地區廣泛傳播。衛生部門強調，任何人都可能感染這種疾病，尤其是當他們與有症狀的人有密切接觸。世衛組織的初步評估指出，預計疫情將得到控制，對受影響國家的普通民眾的影響較小。但該組織於七月一日的一份聲明承認，未監測到的傳播已經發生了一段時間，並呼籲採取緊急行動遏制傳播。
猴痘是一種由猴痘病毒引起的人畜共通傳染病。感染猴痘的早期症狀包括發燒、頭痛、肌肉疼痛、淋巴結腫大、發冷和疲倦，其後身上出現類似水泡的皮疹並癒合。症狀持續時間通常為2至4週。在此次疫情前的猴痘感染中，已有1%至3%的感染者死亡（未經治療）；兒童病例較有可能出現重症。

## 疾病介绍

### 疾病概述
猴痘是一種由病毒引起的人畜共通傳染病，即病原體從動物傳播給人類。感染猴痘的早期症狀包括發燒、頭痛、肌肉疼痛、淋巴結腫大、發冷和疲倦，其後身上出現類似水泡的皮疹並癒合；有些患者會先出現皮疹，或者只出現皮疹。潛伏期通常为7至14天，但也可能为5至21天；症狀持續時間通常為2至4週。在记录的病例中，死亡患者比例在0至11%之间，幼儿死亡比例更高。絕大多數患者能康復。
猴痘由猴痘病毒引起，該病毒與天花病毒同屬正痘病毒属。據信，該病毒通常會在非洲的某些囓齒類動物中傳播。已感染人類的猴痘病毒分为西非分支和刚果盆地分支两种，后者也被称为中非分支；其中西非類型引發的病症比中非（剛果盆地）類型的更輕。猴痘引起的疾病症状与天花相似，但没有天花那么严重。診斷方式為檢測病變部位的病毒DNA。此次爆发的西非分支致死率较低，约1%。

### 传播途径

#### 人畜传播
猴痘病毒的人畜傳播途徑包括直接接觸受感染動物的體液或病變部位、食用受感染動物的肉、被動物抓傷或咬傷、接觸受污染的物體等。
2名同住在法國巴黎的男性在確診感染猴痘（monkeypox）後，所飼養的義大利靈緹犬也被驗出病毒，這是全球首起「猴痘人傳狗」病例。

#### 人际传播[29]
猴痘通过与猴痘皮疹患者密切接触而在人与人之间传播，包括通过面对面、皮肤对皮肤、嘴对嘴或嘴对皮肤接触，包括性接触。目前尚不确定猴痘患者的传染性能够持续多长时间，但一般来说，在所有病灶结痂、结痂脱落并在下面长出新的皮肤之前，猴痘患者具有传染性。
环境可能会受到猴痘病毒的污染，例如在感染者接触过衣服、床上用品、毛巾、物体、电子设备和表面时。其他人在接触这些物品时可能会被感染。也可能会因为吸入皮屑或衣物、床上用品或毛巾上的病毒而感染。这就是所谓的污染物传播。
口腔中的溃疡、病灶或伤处可能具有传染性，这意味着病毒可以通过直接接触口腔、呼吸道飞沫传播，也可能通过短程气溶胶传播。不过，猴痘通过空气传播的可能机制尚不清楚。
病毒也可能从孕妇向胎儿传播、在出生后通过皮肤接触传播，或从患有猴痘的父母向婴儿或儿童传播。
虽然无症状感染已有报道，但尚不清楚没有任何症状的人是否会传播这种疾病，或者是否会通过其他体液传播。已在精液中发现了猴痘病毒的DNA片段，但尚不清楚是否会通过精液、阴道液、羊水、母乳或血液传播感染。正在进行研究，以进一步了解人们是否会因为在有症状感染期间和之后交换这些体液而传播猴痘。
世卫组织建议，在旅行期间或从流行地区返回时出现任何疾病都应向卫生专业人员报告，包括告知所有近期旅行和免疫史，疫区民众应避免接触啮齿动物、有袋类动物和灵长类动物等可能携带猴痘病毒的患病动物，并应避免食用或处理野生动物或野味、对动物肉制品应采取彻底熟食的烹饪方式，并使用肥皂和水或含酒精的消毒剂进行手部卫生清洁。
目前沒有專門針對猴痘的治療方法獲得批准，但一些針對天花的抗病毒藥物可能對猴痘具有療效。在過去，以第一代牛痘病毒为基础的天花疫苗用以预防猴痘的有效率为85%。
猴痘是西非和中非的地方性流行病。猴痘的第一例人類病例發生在1970年的剛果民主共和國，此後非洲平均每年發現幾千例病例，但在非洲以外地區很少發現。在2022年爆发以前，英国只有7例有记录的猴痘病例，全部为非洲输入病例或治疗这些病例的医护人员。最初三起病例发生于2018年，2019年又报告了一起病例，2021年又发生三例。2022年前在西方国家有记录的唯一一起严重猴痘爆发是发生于美国的2003年中西部猴痘爆发，其病原体源自从非洲进口的啮齿动物，但此次爆发没有发生社区传播。

### 流行地區的病例
2022年5月，非洲疾病预防控制中心向非洲聯盟的幾個成員發出有關猴痘病例的警報，非洲疾控中心主任艾哈邁德·奧格威爾表示，2022年初至2022年5月期间，四個非洲國家報告了1405例風土病病例，其中62人死亡，病死率約為4.4%。
在The Conversation的一篇文章中，尼日利亞病毒學家奧耶瓦勒·托莫里指出，2021年尼日利亞的猴痘感染人數可能被低估，原因是尼日利亞的大部分人口由於擔心感染COVID-19，一直在避開醫療機構。尼日利亞不得不將各種疾病的監測重點放在2020年和2021年的全球COVID-19大流行上，錯過了許多猴痘病例，導致官方統計數據下降。當英國衛生部門於2022年5月報告英國首例猴痘病例時，尼日利亞政府已公布了該國感染與死亡病例的資訊和統計數據。在2022年5月9日的報告中，尼日利亞疾控中心表示，2017年至2022年期間，在該國20個州和聯邦首都直轄區共確診了230例病例，其中河流州受影響最大，其次是巴耶爾薩州和拉各斯；期間報告了6個不同州的6人死亡，病死率為3.3%。
根據世界衛生組織的數據，以下是經歷過猴痘流行的國家在2022年的病例表（截至6月17日）：
| 國家           | 確診 | 可能 | 疑似 | 合計 |
| -------------- | ---- | ---- | ---- | ---- |
| 喀麦隆         | 3    | 0    | 28   | 31   |
| 中非           | 8    | 0    | 17   | 25   |
| 刚果共和国     | 2    | 0    | 7    | 9    |
| 刚果民主共和国 | 10   | 0    | 1356 | 1366 |
| 利比里亚       | 0    | 0    | 4    | 4    |
| 奈及利亞       | 36   | 0    | 110  | 146  |
|                | 0    | 0    | 2    | 2    |
| 合計           | 59   | 0    | 1524 | 1583 |

## 时间线

### 英国

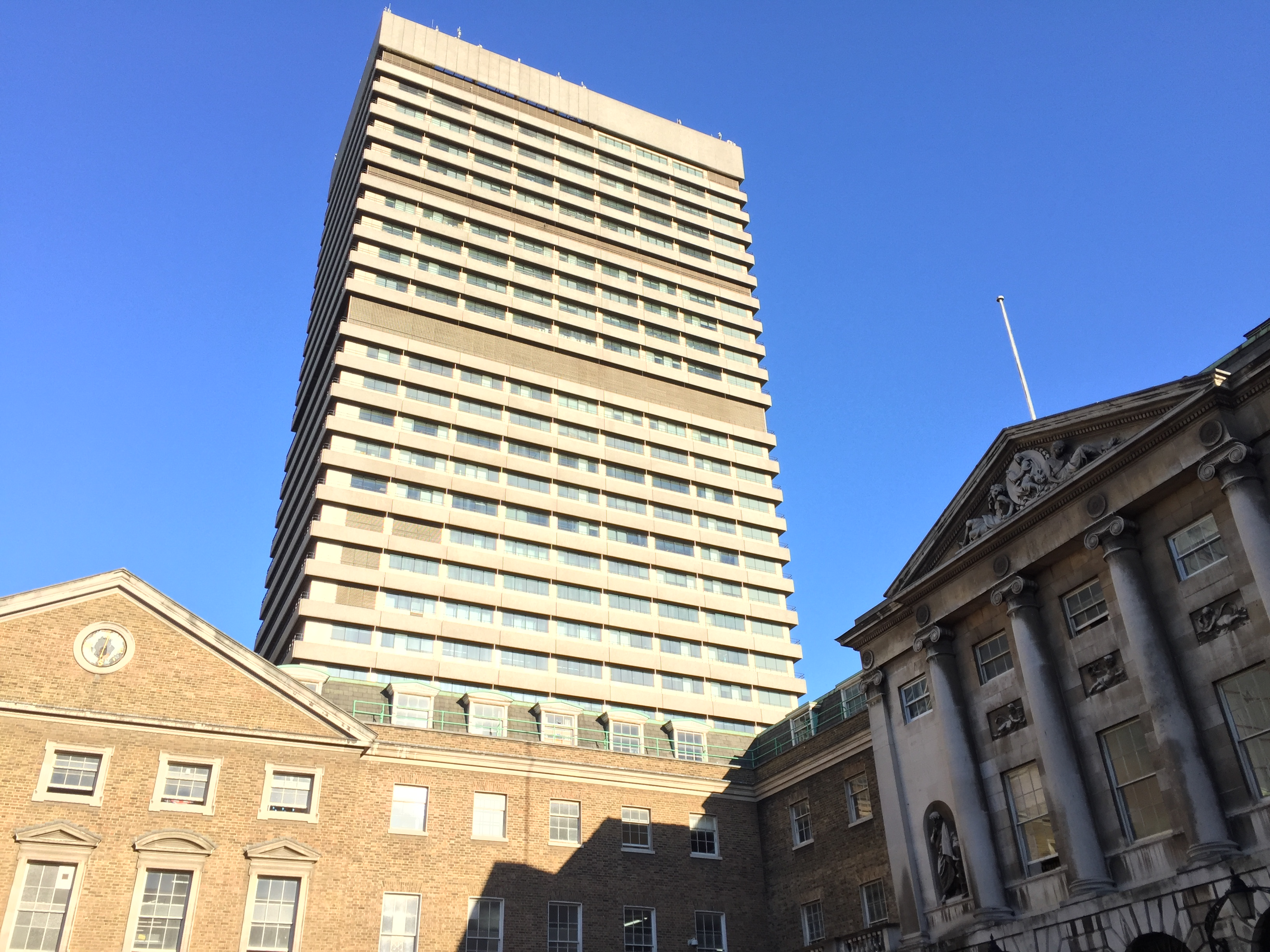
最初病例所住院的蓋伊醫院

2022年5月7日，英国国际卫生条例国家联络点向国际卫生组织报告了一起猴痘确诊病例。该患者自4月下旬由英国前往猴痘流行地区尼日利亚旅行，期间在拉各斯和三角洲州停留。患者在4月29日，仍然位于尼日利亚时出现皮疹症状，随后于5月3日离开尼日利亚，于5月4日到达英国，同日于医院就诊。基于旅行史和症状，该患者被怀疑患有初期症状的猴痘，被蓋伊醫院收入住院并立刻被隔离。实验室于5月6日通过对水泡拭子进行逆轉錄聚合酶鏈式反應确认患者感染了猴痘的西非演化支，这是猴痘已知的两种变种中致死率较低的一种，致死率约为1%。
对指示病例所乘坐的国际航班上以及抵达英国境内后与指示病例有接触的人进行了广泛的接觸者追蹤，对潜在接触者建议保持对猴痘症状的了解，并在接触后21天内如果出现症状立刻进行隔离。由于对接触者进行追踪，世界卫生组织（WHO）认为该病毒在英国境内进一步传播的风险“处于最小”。
5月14日，据苏格兰公共卫生署，对接触者的追踪已经扩展到苏格兰。苏格兰的“少数”人在和最初病例发生密切接触后被命令自我隔离，不过对普通公众的总体风险仍然“非常低”。
5月12日，英国卫生安全署确认了2例新的猴痘病例，均位于伦敦。两名患者在一起共同生活，然而，任何一人都与指示病例或前往流行地区旅行没有已知的联系。一名患者在圣玛丽医院住院，而症状较轻的另一名患者正在家中自我隔离。
5月17日，英国卫生安全署报告了4起新猴痘病例，3名患者位于伦敦，另一名患者位于东北英格兰，此前曾前往伦敦。任何一名新患者都没有任何与前3名确诊病例的已知接触史，表明伦敦地区可能正在发生更广泛的社区传播。然而，英国卫生安全署称，对普通公众的风险仍然“非常低”。已确认患有猴痘的患者正在位于泰恩河畔纽卡斯尔的皇家维多利亚医院和伦敦的皇家自由医院、盖伊医院住院。
5月20日，据賈偉德，英国又确诊11例病例，使病例总数达到20例。
7月，英国一项最新研究显示，英国此轮猴痘疫情患者的症状与以往猴痘流行国家患者的症状不同，发烧症状的比例相对较低、皮疹范围较小、症状更加轻微。

### 欧洲、美洲和澳大利亚
5月18日，葡萄牙卫生当局自20例疑似病例中确诊了14例猴痘，另有2例样本还在等待测试结果。同日，西班牙报道了7例确诊病例，美国确诊了2022年首例猴痘病例，加拿大报告了13例疑似病例。
5月19日，瑞典和比利时各自报告了国内的首例猴痘病例。當天比利時宣佈据要求猴痘病例进行21天自我隔离。比利時也成为全球第一个要求猴痘病例进行自我隔离的国家。与此同时意大利也确诊了首例病例，是一名来自加那利群岛的旅行者。法国报告了一起疑似病例。对葡萄牙的一例病例所进行的基因组分析显示感染该患者的病毒属于西非演化支，与2018年和2019年从尼日利亚输入的病例所带的病毒最接近。
5月20日，澳大利亚报告了第一例疑似病例，是一名自欧洲旅行返回的男性。同日澳大利亚又确诊了一例病例。两名患者分别位于墨尔本和悉尼，都近期自欧洲旅行返回。同日，德国与荷兰确诊了首例病例。
5月21日，瑞士和以色列都同時確診了首例病例，希臘當天報告了首例疑似病例，為一名29歲的英國遊客，但后来被确诊为水痘。
5月22日，奧地利確診了首例病例。5月23日，丹麦確診了首例病例，患者是一名从西班牙加那利群岛回国的男子。次日，丹麦確診第二例病例，患者也是从西班牙回国。
6月25日，法蘭西島大區衞生署通報出現一個兒童感染猴痘病毒個案。這是法國首宗兒童猴痘病例。
7月28日，澳大利亚卫生部宣布猴痘疫情为国家重大传染病事件。
7月29日，西班牙与巴西分別報告首例猴痘病毒死亡病例。當天美國纽约州进入紧急状态。
8月1日，加利福尼亚州进入紧急状态。
截至9月6日，美国已累计报告20733例病例，病例数居全球之首。

### 亞洲
5月21日，以色列衛生部通報境內確診感染猴痘病毒首例，也是亞洲首例猴痘病例。
5月25日，阿拉伯聯合大公國衛生部門25日通報，該國出現第一例猴痘病例。該病患為29歲女性，有西非旅遊史。。
6月21日，新加坡衛生部宣布确诊一例境外输入型猴痘病例，该病例是本次疫情中的亞太首例。
6月22日，韩国疾病管理廳表示，境內發現2例猴痘疑似病例，下午進一步證實其中1例為該國首例猴痘確診。
6月24日，中華民國衛生福利部疾病管制署表示，臺灣境内出現首起境外移入猴痘病例，衛生單位初步匡列20人，隨後疫情記者會，重新檢視接觸風險，改為降低匡列成9人。
7月25日，日本厚生勞動省报告了日本首例猴痘确诊病例，该病例有欧洲旅行史。
7月29日，菲律賓衞生部通報，該國發現首例猴痘病毒確診病例。
8月20日，印尼衞生部通報, 發現當地首宗猴痘病例。 衛生部發言人表示，患者是一名27歲男子，本月8日從國外旅行後返回雅加達，14日開始出現發燒症狀，隨後臉部、手、腳等部位出現紅疹。經醫學實驗室檢測，19日晚確診為猴痘病例。 
9月6日，香港衛生署衞生防護中心公布，香港錄得首宗輸入性猴痘確診個案，患者為30歲男性，香港居民，於9月5日由菲律賓獨自抵達香港，他在8月3日至25日曾居於美國，8月25日至9月2日曾前往加拿大，隨後9月初曾入境菲律賓，身處海外期間曾進行高危活動，當局相信其在當地受到感染。自8月30日身體隱秘位置已現皮疹，其後蔓延至身體其他部位，9月2日起出現淋巴腫脹，9月4日開始喉嚨痛，9月5日於西營盤華美達海景酒店檢疫，中午出現身體不適其後被安排送院治療，9月6日其皮膚水泡樣本的核酸結果呈陽性。
9月16日，中华人民共和国重庆市确诊1例境外输入猴痘病例，该病例为自境外中转重庆入境人员，在按规定进行入境人员集中隔离期间，发现皮疹等症状，经重庆市疾控中心实验室检测及中国疾控中心复核，实验室结果猴痘病毒核酸阳性，国家组织专家诊断为猴痘确诊病例。中国疾控中心发布的周报显示，该病例是一名29岁的中国籍销售员，于9月2日至8日访问德国，9月2日在柏林发生男男性行为。经基因测序结果显示，该病例MPXV株属于西非B.1支，与6月21日采集的德国株高度同源。
2023年5月1日, 衞生防護中心表示，一名34歲男病人感染猴痘，他是早前確診59歲男病人的密切接觸者。中心於4月30日安排他入住雅麗氏何妙齡那打素醫院接受檢疫，他於同日開始出現皮疹。衞生防護中心公共衞生化驗服務處今日確認病人的樣本測試結果對猴痘病毒呈陽性。病人沒有接種猴痘疫苗，現時情況穩定。
2023年6月，北京市疾控中心通报该市医疗机构报告两例猴痘病毒感染病例，其中一例为境外输入病例，另一例为境外输入病例的关联病例，两名病例均是通过亲密接触感染。
2023年6月7日, 中華民國衛生福利部疾病管制署緊急公布一例罕見的猴痘家戶感染個案，一名就讀幼兒園的新竹4歲男童，遭確診猴痘的家人感染猴痘，是首例的幼兒確診個案。
2023年6月10日，广东省广州市监测发现2例猴痘病例，病例分别为43岁男性和29岁男性。
2023年7月4日，辽宁省疾病预防控制中心发布消息称，6月29日，沈阳市报告1例疑似猴痘病毒感染病例。经复核和临床专家组会诊，7月3日，诊断为猴痘病毒感染确诊病例。
2023年7月6日，天津市通过监测发现并报告1例疑似猴痘病毒感染病例，该病例经市、区疾病预防控制中心实验室检测及中国疾病预防控制中心复核，结果为猴痘病毒核酸检测阳性。翌日，诊断为猴痘病毒感染确诊病例。
2023年7月7日，香港衞生防護中心表示，1名48歲有長期病患的男病人於7月6日證實確診猴痘。根據病人提供的資料，他潛伏期內曾到訪德國。初步調查顯示，他回港後曾有高風險接觸，暫未發現個案與本港早前的猴痘個案有流行病學關連。
2023年7月7日，湖南省长沙市监测发现3例猴痘确诊病例，病例分别为24岁男性、28岁男性和38岁男性。
2023年7月14日，中国疾控中心发布，6月2日至6月30日，中国内地新增报告106例猴痘确诊病例，其中广东省报告48例、北京市报告45例、江苏省报告8例、湖北省报告2例、山东省报告2例和浙江省报告1例，无重症、死亡病例。
2023年7月28日，香港衞生防護中心表示，正調查一宗猴痘確診個案，涉及一名過往健康良好的35歲男病人。中心於7月27日晚確認病人的樣本測試結果對猴痘病毒呈陽性。
2023年8月7日，衞生防護中心正調查一宗猴痘確診個案，一名過往健康良好的28歲男病人。患者於本月1日開始出現淋巴結腫大、皮疹和發燒。他本月4日曾向私家醫生求診。病人現時已入住瑪麗醫院，情況穩定。初步調查顯示，他於潛伏期內曾在香港有高風險接觸。
2023年8月9日，中国疾控中心发布，7月1日至31日，中国内地（不含港澳台）23省（区、市）新增报告491例猴痘确诊病例。通报说，新增病例均为男性，96.3%病例明确为男男性行为人群，除同性性接触以外的密切接触者均未发生感染。另外，89.2%病例为主动就诊发现，6.5%为密切接触者追踪筛查发现，其他为主动报告和主动筛查等发现。
2023年8月10日，香港衞生署衞生防護中心確認一名38歲男子對猴痘病毒呈陽性，並安排患者入住瑪嘉烈醫院。
2023年8月14日，衞生防護中心表示，一名有長期病患的33歲男子確診猴痘，現時情況穩定，患者上星期一開始發燒，上星期四出現皮疹，到廣華醫院求診，初步調查顯示，他潛伏期內曾在香港有高風險接觸。
2023年9月6日, 衞生防護中心今日表示，正調查一宗猴痘確診個案，涉及一名有長期病患的41歲男病人。他於9月6日開始出現發燒、發冷、頭痛及肌肉痛，其後於9月9日起出現局部皮膚潰瘍，並到衞生署九龍灣綜合治療中心求診。病人情况穩定並已獲安排入住瑪嘉烈醫院。
2023年9月15日，中国国家卫健委发布公告，自当月20日起将猴痘纳入乙类法定传染病。
2023年9月26日，澳門衛生局通報首宗猴痘確診個案。患者為29歲男性，澳門居民、無業，潛伏期內在澳門曾有高風險性行為，也曾到過香港和珠海。病人聲稱，在香港、珠海及出現症狀後，均沒有高風險性行為。

## 疫苗接種
含有痘苗的猴痘疫苗，如 Imvanex (Jynneos) 和 ACAM2000，可以提供大約 85% 的抗猴痘疫苗有效性。 該保護水平是根據 1980 年末在非洲測試的天花疫苗的研究計算得出的。  根據美国疾病控制与预防中心 (CDC) 的說法，Jynneos/Imvanex 的疫苗接種是“間隔四個星期進行兩次皮下注射”。 而 ACAM2000 疫苗接種是“通過分叉針頭通過多次穿刺技術作為一次經皮劑量給藥”。 然而，由於牛痘的高複制能力，ACAM2000 不推薦用於潛在免疫功能低下的人，而 Imvanex (Jynneos) 推薦用於 可能免疫功能低下的人，因為它含有減毒的、非複制的正痘病毒，改良的安卡拉-巴伐利亞北歐( Modified Vaccinia Ankara-Bavarian Nordic)痘苗病毒 (MVA-BN)。 英國衛生安全局 (UKHSA) 已開始使用 Imvanex 作為已知病例密切接觸者的暴露後預防藥物。
5月25日，南非南非國家傳染病研究所 (NICD) 的疾病專家表示，他們認為沒有必要進行大規模疫苗接種，因為他們認為病例不會像在 COVID-19 大流行中那樣激增。
為應對當前的猴痘爆發，許多國家已表示他們正在購買疫苗和/或從國家庫存中釋放疫苗以用於爆發。 2022年5月，美國, 西班牙, 德國, 和英國均宣布採購天花疫苗。
5月24日，美国疾病控制与预防中心 (CDC) 副主任 Jennifer McQuiston 證實，美國將從國家戰略儲備中釋放部分Jynneos 疫苗供“高風險”人群使用。
6 月 23 日，紐約市衛生部宣布切爾西性健康診所 (Chelsea Sexual Health Clinic)的一家診所將向“......所有男同性戀者、雙性戀者和其他男男性行為者（順性別者或變性者）提供兩劑 Jynneos 疫苗 ) 在過去 14 天內有多個的或匿名的1 歲及以上的性伴侶。 到7月27日，聯邦政府已向州和地方衛生當局分發了 300,000 劑疫苗，並在全國范圍內的診所分發，並且計劃在那週再發布 786,000 劑。
巴伐利亞北歐是世界上唯一的疫苗 Jynneos 製造商，其製造工廠於 2022 年春季關閉，進行改裝，以使用改良的安卡拉-巴伐利亞北歐(MVA-BN)技術生產其他疾病的疫苗。 該公司預計 Jynneos 製造將於 2023 年重啟，除了 1500 萬劑只需要最終“填充和完成”重新包裝。  美國幫助資助了 Jynneos 的開發，導致人們擔心現有合同將導致疫苗民族主義和囤積，並促使人們呼籲通過全球疫苗和免疫聯盟GAVI向低收入國家分配劑量。
8月9日，美国食品药品监督管理局 (FDA) 緊急使用授權使用較低劑量的疫苗 Jynneos 進行皮內注射（而不是皮下）猴痘疫苗接種，這將使可用劑量的數量增加多達五倍。 疫苗接種仍將分兩次接種，間隔 28 天。 2015 年的一項研究測試了皮內註射五分之一劑量的方案。
另一種猴痘疫苗，現代 LC16m8 疫苗是在日本作為國家資產開發的，製造商表示不能幫助其他國家。

## 反响

### 联合国机构
5月20日，世界卫生组织（WHO）召开紧急会议，讨论疫情并评估威胁程度。5月29日，世界卫生组织将猴痘的全球公共卫生风险评估为中等。其欧洲负责人汉斯·克鲁格表示担心，随着人们在夏季聚集参加派对和节日活动，欧洲的感染可能会加速。预计世界卫生组织将提供关于不同病例的病毒基因组测序的最新情况，以确定病因。
联合国艾滋病规划署敦促媒体、政府和社区采用基于权利、基于证据的方法做出回应，避免污名化，重申这种疾病可以影响任何人，而且风险绝非仅限于男男性行为者。
7月21日，世界衛生組織就猴痘疫情招開第二次會議。7月23日，世界衛生組織宣布猴痘疫情為全球公衛緊急狀況。

### 国家和地区
- 阿尔及利亚：阿尔及利亚巴斯德研究所（英语：Pasteur Institute of Algeria）于2022年5月发表了一份公报，该研究所在公报中描述了猴痘在撒哈拉以南非洲的起源，并建议保持人身距离，以及在拥挤或封闭的场所使用口罩，此外还建议避免与可能拥有病毒的野生动物接触[136]。
- ：卫生服务总局（英语：Directorate General of Health Services）（DGHS）已在全国每个港口发出警告，以防止猴痘的传播。该局发言人Nazmul Islam表示，卫生服务总局已经要求所有的航空、陆地和海洋港口保持警惕。疑似病例将被指示送至传染病医院并进行隔离[137][138]。
- 比利时：风险评估小组（Risk Assessment Group，RAG）和卫生当局宣布，猴痘感染者必须自我隔离21天[139]，
- 巴西：巴西卫生部（英语：Ministry of Health (Brazil)）开始监测在德国的巴西病人，要求德國聯邦衛生部提供更多信息。它还建立了生物学家小组来监测猴子，医疗小组来监测可能的病例[140]。巴西卫生部长Marcelo Queiroga（英语：Marcelo Queiroga）和随行人员已前往葡萄牙就公共卫生和生物伦理学方面的医疗交流达成协议。在葡萄牙之行后，该部长将参加第75届世界卫生大会[141]。
- 中华人民共和国：猴痘自2023年9月20日起被列入乙类法定传染病，确诊患者需在院或者居家隔离治疗。2022年6月2日，中国疾控中心性病艾滋病预防控制中心的公众号转发了5月22日世界卫生组织关于猴痘的说明，“任何人都可能感染或传播猴痘，无论其性取向如何”[142]。6月10日，中华人民共和国国家卫生健康委员会办公厅、国家中医药管理局办公室印发了《猴痘诊疗指南（2022年版）》[143]。7月25日，在世界卫生组织宣布猴痘疫情为国际关注的突发公共卫生事件之后，中华人民共和国海关总署发布《关于防止猴痘疫情传入我国的公告》[144]。2023年7月26日，国家卫健委、国家疾控局印发《猴痘防控方案》。
- 斐济：该国的疾病控制中心和边境健康保护单位正在监测这一情况。卫生部（英语：Ministry of Health and Medical Services (Fiji)）已经在边境制定了预防感染的协议[145][146]。
- 德国：罗伯特·科赫研究所的Fabian Leendertz将这次爆发描述为不会持续太久的流行病。“通过接触者追踪可以很好地隔离这些病例，必要时还可以使用药物和有效疫苗。”[131]
- 印度: 联邦卫生部长曼苏克·曼达维亚（英语：Mansukh Mandaviya）指示国家疾病控制中心（英语：National Centre for Disease Control）和印度医学研究委员会（英语：Indian Council of Medical Research）（ICMR）保持密切关注并监测情况。据官方消息，联邦卫生部还指示机场和港口卫生官员保持警惕。他们已被指示对任何有感染国家旅行史的患病乘客进行隔离并向国家病毒学研究所（英语：National Institute of Virology）发送样本[147]。
- 愛爾蘭：卫生服务执行局（英语：Health Service Executive）（HSE）已经成立了一个多学科的事件管理小组，为可能到来的猴痘做准备，传染病专家已对有病毒症状的病人保持警惕[148]。
- 盧森堡：5月21日，卫生部表示，他们正在与欧洲合作伙伴一起监测这一情况。所有疑似病例和有猴痘症状的人都被指示与HLC的国家传染病部门联系，并在感染问题解决之前不要进行密切接触活动[149]。
- 澳門：9月8日，新型冠狀病毒感染應變協調中心表示，衛生局為防範疫情已將猴痘列為法定傳染病，屬於強制申報的疾病[150]。並已於6月舉辦“猴痘預防、診斷及治療”前線醫護人員講解會[151]。當局正積極聯絡猴痘疫苗生產商，跟進疫苗採購工作[152]。
- 菲律賓：卫生部长弗朗西斯科·杜克三世（英语：Francisco Duque III）表示，在猴痘病毒的威胁下，菲律宾正在加强边境管制措施[153]。
- 英国：5月22日，教育大臣纳齐姆·扎哈维表示，“我们正在非常、非常认真地对待它”，英国政府已经开始购买天花疫苗。[154]
- 美国: 5月22日，总统乔·拜登评论称“还没有告诉我风险的程度，但这是每个人都应该关注的事。”国家安全顾问杰克·苏利文告诉记者，美国有一种与治疗猴痘有关的疫苗[155]。5月25日，美国疾病控制中心发出警告，要求同性恋和双性恋男子特别警惕，并注意猴痘的肛门或生殖器病变很容易被误认为其他性传染病[156][157]。8月4日，美国卫生与公众服务部部长泽维尔·贝塞拉宣布猴痘疫情为美国突发公共卫生事件[158]。
- 中華民國：5月30日，臺灣衛生福利部疾病管制署正式將猴痘列入法定傳染病，隨後於6月23日正式將猴痘提升為第二類法定傳染病，代表確診者必須在24小時內通報，必要時，得於指定隔離治療機構施行隔離治療。
- 法國：7月26日起，大巴黎地区开设大型猴痘疫苗接种中心。[159]7月27日起，法國启动猴痘免费筛查。[160]
- 新加坡：新加坡国家公共卫生实验室主任林择彬兼职教授指出，针对猴痘的检测，实验室已准备就绪，有能力侦查出猴痘病例[161]。

### 国际组织
- 非洲联盟：2022年5月，非洲疾病预防控制中心（英语：Africa_Centres_for_Disease_Control_and_Prevention）向非洲联盟的多个成员国发出针对猴痘病例警报，其中包括喀麦隆的病例报告，中心主任Ahmed Ogwell表示，在2022年初至2022年5月期间，四个非洲国家共报告了1405例地方病病例，其中有62人死亡。这四个非洲国家的病死率共计为4.4%[162]。

### 非政府组织
泰伦斯·希金斯基金会和英国性健康和艾滋病协会（British Association for Sexual Health and HIV，BASHH）对疫情对英国性健康服务的影响表示担忧。错误信息在网上传播，例如“美国传播猴痘病毒”阴谋论在新浪微博上传播。
2022年6月22日，世界卫生网络（WORLD HEALTH NETWORK）宣布本次猴痘疫情为大流行病，是全球关注的突发公共卫生事件，截止声明发表当日，全球共有58个国家和地区发现猴痘病例，总病例数达3417例，多个大洲的疫情呈扩大态势，WHN表示若不采取妥善措施，疫情或造成数百万人死亡。

## 各国家与地区的病例數
| 国家与地区     | 确诊病例 | 死亡病例 | 最后更新日期   | 首例确诊日期                | 首例死亡日期  | 最新一例死亡日期 | 病毒分支   |
| -------------- | -------- | -------- | -------------- | --------------------------- | ------------- | ---------------- | ---------- |
| 安道尔         | 4        |          | 2022年8月5日   | 2022年7月2日                |               |                  |            |
| 阿根廷         | 746      |          | 2022年10月10日 | 2022年5月27日               |               |                  |            |
| 阿鲁巴         | 3        |          | 2022年8月28日  | 2022年8月22日               |               |                  |            |
|                | 140      |          | 2022年10月13日 | 2022年5月20日               |               |                  |            |
| 奥地利         | 325      |          | 2022年10月18日 | 2022年5月22日               |               |                  |            |
| 巴哈马         | 2        |          | 2022年8月22日  | 2022年6月30日               |               |                  |            |
| 巴林           | 1        |          | 2022年9月16日  | 2022年9月16日               |               |                  |            |
|                | 1        |          | 2022年7月16日  | 2022年7月16日               |               |                  |            |
| 比利时         | 785      | 1        | 2022年10月12日 | 2022年5月19日               | 2022年8月     |                  |            |
|                | 3        |          | 2022年6月14日  | 2022年6月14日               |               |                  |            |
| 百慕大         | 1        |          | 2022年7月22日  | 2022年7月22日               |               |                  |            |
| 玻利维亚       | 242      | 1        | 2022年10月10日 | 2022年8月1日                | 2022年10月7日 |                  |            |
|                | 9        |          | 2022年10月12日 | 2022年7月13日               |               |                  |            |
| 巴西           | 10,878   | 15       | 2023年3月15日  | 2022年6月17日               | 2022年7月29日 |                  |            |
| 保加利亚       | 6        |          | 2022年9月19日  | 2022年6月23日               |               |                  |            |
| 喀麦隆         | 12       | 2        | 2022年9月22日  | 2022年1月1日– 2022年8月1日  | ?             |                  | 西非和中非 |
| 加拿大         | 1,444    |          | 2022年10月14日 | 2022年5月19日               |               |                  |            |
| 中非           | 12       | 0        | 2022年9月22日  | 2022年2月–2022年8月1日      | 2022年2月     |                  | 中非       |
| 智利           | 1,175    |          | 2022年10月13日 | 2022年6月17日               |               |                  |            |
| 中国大陆       | 2713     | 1        | 2023年7月14日  | 2022年9月16日               |               |                  |            |
| 哥伦比亚       | 4,085    |          | 2023年3月15日  | 2022年6月23日               |               |                  |            |
| 刚果共和国     | 5        | 3        | 2022年9月22日  | 2022年1月1日– 2022年8月     | 2022年4月     |                  | 中非       |
|                | 8        |          | 2022年10月11日 | 2022年7月20日               |               |                  |            |
|                | 29       |          | 2022年10月4日  | 2022年6月23日               |               |                  |            |
| 古巴           | 4        | 1        | 2022年10月12日 | 2022年8月21日               | 2022年8月23日 |                  |            |
|                | 3        |          | 2022年9月13日  | 2022年8月19日               |               |                  |            |
| 賽普勒斯       | 5        |          | 2022年8月29日  | 2022年8月2日                |               |                  |            |
| 捷克           | 70       | 1        | 2022年10月18日 | 2022年5月24日               | 2022年9月22日 |                  |            |
| 刚果民主共和国 | 419      | 155      | 2023年3月15日  | 2022年1月1日–8月            | 2022年1月     |                  | 中非       |
| 丹麦           | 191      |          | 2022年10月18日 | 2022年5月23日               |               |                  |            |
|                | 52       |          | 2022年10月12日 | 2022年7月6日                |               |                  |            |
|                | 243      | 1        | 2022年10月12日 | 2022年7月6日                | 2022年8月8日  |                  |            |
| 埃及           | 1        |          | 2022年9月7日   | 2022年9月7日                |               |                  |            |
| 薩爾瓦多       | 17       |          | 2022年10月14日 | 2022年8月30日               |               |                  |            |
| 爱沙尼亚       | 11       |          | 2022年9月19日  | 2022年6月28日               |               |                  |            |
| 芬兰           | 42       |          | 2022年10月12日 | 2022年5月27日               |               |                  |            |
| 法國           | 4,128    |          | 2023年1月31日  | 2022年5月20日               |               |                  |            |
|                | 2        |          | 2022年8月18日  | 2022年7月19日               |               |                  |            |
| 德国           | 3,668    |          | 2022年10月18日 | 2022年5月20日               |               |                  |            |
|                | 107      | 4        | 2022年10月17日 | 2022年6月8日                | 2022年7月31日 |                  |            |
| 直布罗陀       | 6        |          | 2022年8月11日  | 2022年6月1日                |               |                  |            |
| 希腊           | 84       |          | 2022年10月6日  | 2022年6月8日                |               |                  |            |
| 格陵兰         | 2        |          | 2022年8月9日   | 2022年8月9日                |               |                  |            |
|                | 1        |          | 2022年7月25日  | 2022年7月25日               |               |                  |            |
| 關島           | 1        |          | 2022年9月12日  | 2022年9月12日               |               |                  |            |
|                | 61       |          | 2022年10月18日 | 2022年8月3日                |               |                  |            |
|                | 2        |          | 2022年8月29日  | 2022年8月22日               | 2022年8月22日 |                  |            |
|                | 6        |          | 2022年9月20日  | 2022年8月12日               |               |                  |            |
| 香港           | 19       |          | 2023年7月29日  | 2022年9月6日                |               |                  |            |
| 匈牙利         | 78       |          | 2022年10月6日  | 2022年5月31日               |               |                  |            |
| 冰島           | 16       |          | 2022年10月7日  | 2022年6月9日                |               |                  |            |
| 印度           | 12       | 1        | 2022年9月12日  | 2022年7月14日               | 2022年8月1日  |                  |            |
| 印度尼西亞     | 1        |          | 2022年8月20日  | 2022年8月19日               |               |                  |            |
| 伊朗           | 1        |          | 2022年8月16日  | 2022年8月16日               |               |                  |            |
| 愛爾蘭         | 198      |          | 2022年10月12日 | 2022年5月27日               |               |                  |            |
| 以色列         | 257      |          | 2022年10月16日 | 2022年5月21日               |               |                  |            |
| 義大利         | 888      |          | 2022年10月18日 | 2022年5月19日               |               |                  |            |
| 牙买加         | 14       |          | 2022年9月26日  | 2022年7月6日                |               |                  |            |
| 日本           | 7        |          | 2022年10月7日  | 2022年7月25日               |               |                  |            |
| 澤西           | 1        |          | 2022年7月23日  | 2022年7月23日               |               |                  |            |
| 约旦           | 1        |          | 2022年9月16日  | 2022年9月16日               |               |                  |            |
| 拉脫維亞       | 6        |          | 2022年10月7日  | 2022年6月3日                |               |                  |            |
| 黎巴嫩         | 18       |          | 2022年10月17日 | 2022年6月20日               |               |                  |            |
| 利比里亚       | 2        |          | 2022年9月22日  | 2022年7月23日               |               |                  |            |
| 立陶宛         | 5        |          | 2022年8月11日  | 2022年8月3日                |               |                  |            |
| 盧森堡         | 55       |          | 2022年9月19日  | 2022年6月15日               |               |                  |            |
| 馬爾他         | 33       |          | 2022年9月19日  | 2022年5月28日               |               |                  |            |
|                | 7        |          | 2022年9月15日  | 2022年7月17日               |               |                  |            |
| 马约特         | 2        |          | 2022年9月5日   | 2022年8月27日>              |               |                  |            |
| 墨西哥         | 3,928    | 10       | 2023年3月15日  | 2022年5月28日               | 2022年8月23日 |                  |            |
| 摩尔多瓦       | 2        |          | 2022年8月16日  | 2022年8月8日                |               |                  |            |
| 摩納哥         | 3        |          | 2022年8月11日  | 2022年7月22日               |               |                  |            |
| 蒙特內哥羅     | 2        |          | 2022年8月26日  | 2022年7月31日               |               |                  |            |
| 摩洛哥         | 3        |          | 2022年8月25日  | 2022年6月2日                |               |                  |            |
| 莫桑比克       | 1        |          | 2022年10月5日  | 2022年10月5日               |               |                  |            |
| 荷蘭           | 1,221    |          | 2022年10月4日  | 2022年5月20日               |               |                  |            |
| 新喀里多尼亞   | 1        |          | 2022年7月12日  | 2022年7月12日               |               |                  |            |
| 新西兰         | 20       |          | 2022年10月12日 | 2022年7月9日                |               |                  |            |
| 奈及利亞       | 277      | 6        | 2022年9月22日  | 2022年1月1日 – 2022年8月7日 | 2022年5月29日 |                  | 西非       |
| 挪威           | 92       |          | 2022年10月4日  | 2022年5月31日               |               |                  |            |
| 巴拿马         | 16       |          | 2022年10月4日  | 2022年7月5日                |               |                  |            |
| 巴拉圭         | 2        |          | 2022年9月30日  | 2022年8月25日               |               |                  |            |
| 秘魯           | 2,913    | 2        | 2022年10月13日 | 2022年6月26日               | 2022年8月1日  |                  |            |
| 菲律賓         | 4        |          | 2022年8月22日  | 2022年7月28日               |               |                  |            |
| 波蘭           | 196      |          | 2022年10月12日 | 2022年6月10日               |               |                  |            |
| 葡萄牙         | 930      |          | 2022年10月7日  | 2022年5月18日               |               |                  |            |
| 波多黎各       | 191      |          | 2022年10月17日 | 2022年6月29日               |               |                  |            |
|                | 5        |          | 2022年10月4日  | 2022年7月20日               |               |                  |            |
| 留尼汪         | 1        |          | 2022年9月15日  | 2022年9月14日               |               |                  |            |
| 羅馬尼亞       | 41       |          | 2022年10月12日 | 2022年6月13日               |               |                  |            |
| 俄羅斯         | 2        |          | 2022年9月8日   | 2022年7月12日               |               |                  |            |
| 法属圣马丁     | 1        |          | 2022年8月1日   | 2022年8月1日                |               |                  |            |
| 沙烏地阿拉伯   | 8        |          | 2022年9月19日  | 2022年7月14日               |               |                  |            |
| 塞爾維亞       | 40       |          | 2022年10月6日  | 2022年6月17日               |               |                  |            |
| 新加坡         | 19       |          | 2022年9月15日  | 2022年6月20日               |               |                  |            |
| 斯洛伐克       | 14       |          | 2022年9月19日  | 2022年7月12日               |               |                  |            |
| 斯洛維尼亞     | 47       |          | 2022年9月26日  | 2022年5月24日               |               |                  |            |
|                | —        |          | 2022年6月9日   | —                           |               |                  |            |
| 南非           | 5        |          | 2022年8月19日  | 2022年6月23日               |               |                  |            |
|                | 2        |          | 2022年9月3日   | 2022年6月22日               |               |                  |            |
| 西班牙         | 7,543    | 4        | 2023年2月15日  | 2022年5月18日               | 2022年7月29日 |                  |            |
| 苏丹           | 17       | 1        | 2022年10月4日  | 2022年7月31日               |               |                  |            |
| 瑞典           | 206      |          | 2022年10月14日 | 2022年5月19日               |               |                  |            |
| 瑞士           | 542      |          | 2022年10月18日 | 2022年5月21日               |               |                  |            |
| 臺灣           | 340      |          | 2023年8月3日   | 2022年6月24日               |               |                  |            |
| 泰國           | 12       |          | 2022年10月5日  | 2022年7月21日               |               |                  |            |
| 土耳其         | 12       |          | 2022年8月23日  | 2022年6月30日               |               |                  |            |
| 乌克兰         | 2        |          | 2022年9月19日  | 2022年9月15日               |               |                  |            |
| 阿联酋         | 16       |          | 2022年7月24日  | 2022年5月24日               |               |                  |            |
| 英国           | 3,701    |          | 2022年10月18日 | 2022年5月6日                |               |                  |            |
| 美国           | 30,262   | 38       | 2023年3月15日  | 2022年5月18日               | 2022年8月30日 |                  |            |
| 乌拉圭         | 14       |          | 2022年10月12日 | 2022年7月29日               |               |                  |            |
| 委內瑞拉       | 10       |          | 2022年9月20日  | 2022年6月12日               |               |                  |            |
| 越南           | 2        |          | 2022年10月3日  | 2022年10月3日               |               |                  |            |
| 尚比亞         | —        |          | 2022年6月20日  | —                           |               |                  |            |
| 总计           | 64,488   | 162      | —              | —                           | —             |                  |            |